# Jøran Kallmyr
Jøran André Smedal Kallmyr, født 15. april 1978 i Fræna, Møre og Romsdal, er en norsk advokat og politiker (Fremskrittspartiet ). Han var justitsminister mellem 29. marts 2019 og 24. januar 2020. Kallmyr blev født og opvokset i Fræna i Møre og Romsdal, hvor han også var amtsformand for Fremskrittspartiet. Fremskrittspartiet i Oslo fra 2000 til 2003. I perioden 2004-2006 sad han i centralstyret for Fremskrittspartiets Ungdom.

## Eksterne links
- Wikimedia Commons har flere filer relateret til Jøran Kallmyr